# Taaningichthys
Taaningichthys är ett släkte av fiskar. Taaningichthys ingår i familjen prickfiskar.
Kladogram enligt Catalogue of Life:
| Taaningichthys | \| \| Taaningichthys bathyphilus \| \| \| \| \| \| Taaningichthys minimus \| \| \| \| \| \| Taaningichthys paurolychnus \| \| \| \| |
|                | \| \| Taaningichthys bathyphilus \| \| \| \| \| \| Taaningichthys minimus \| \| \| \| \| \| Taaningichthys paurolychnus \| \| \| \| |
|                | Taaningichthys bathyphilus |
|                | |
|                | Taaningichthys minimus |
|                | |
|                | Taaningichthys paurolychnus |
|                | |